# Цуккарелло
Цуккаре́лло (итал. Zuccarello) — коммуна в Италии, располагается в регионе Лигурия, в провинции Савона.
Население составляет 355 человек (2008 г.), плотность населения составляет 33 чел./км². Занимает площадь 11 км². Почтовый индекс — 17039. Телефонный код — 0182.
Покровителем коммуны почитается святой апостол Варфоломей, празднование 24 августа.

## Демография
Динамика населения:

## Администрация коммуны
- Официальный сайт: http://www.comunezuccarello.it/